# 林美光
林 美光（はやし びこう、1937年（昭和12年）9月19日 - ）は、日本の金属工芸作家。日本工芸会正会員、秋田県美術工芸協会会長。秋田県秋田市出身。
ステンレスを素材にした彫鍛金美術作品、失われた技法を再現した金銀銅杢目金（きんぎんどうもくめがね）作品を制作する。

## 略歴
※出典

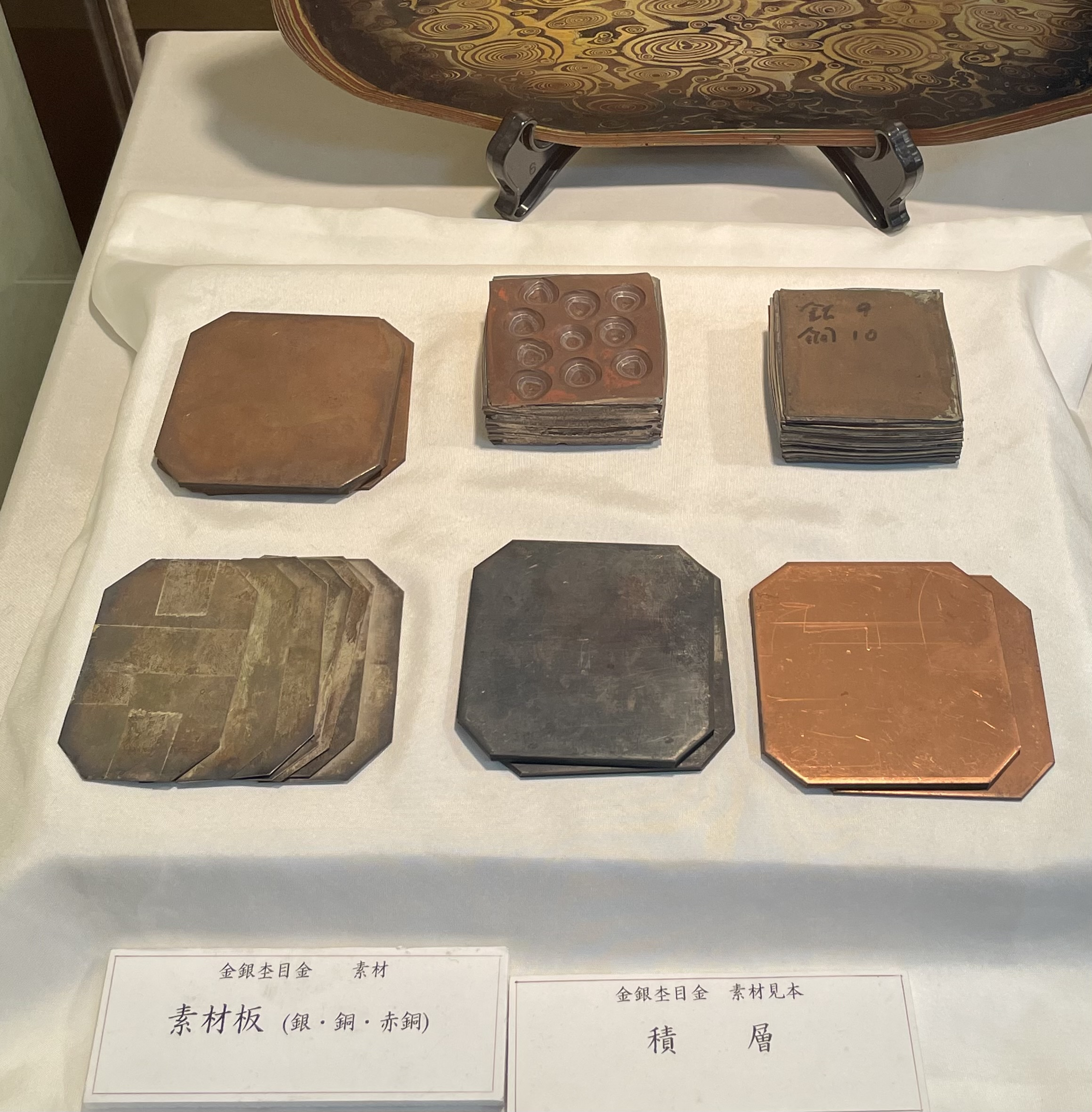
金銀銅杢目金　素材板（銀・銅・赤銅）積層

父に師事し、10歳より金工を学ぶ。20代で江戸時代の金銀銅杢目金作品と出会い、以後、技法が途絶えた金銀銅杢目金の再現に挑む。60代半ばにしてようやく江戸時代の秋田藩お抱え金工師・正阿弥 伝兵衛（しょうあみ でんべえ）の技法を解明し、自身で金銀銅杢目金作品を制作し始めた。林美光の作品は、国内はもとより海外からも高い評価を受けている。

## 年譜
- 1947年　父 林勇三郎に10歳で師事し、金、銀、銅、鉄細工を学ぶ
- 1952年　15歳で秋田県学童展特選、秋田市学童展優秀賞

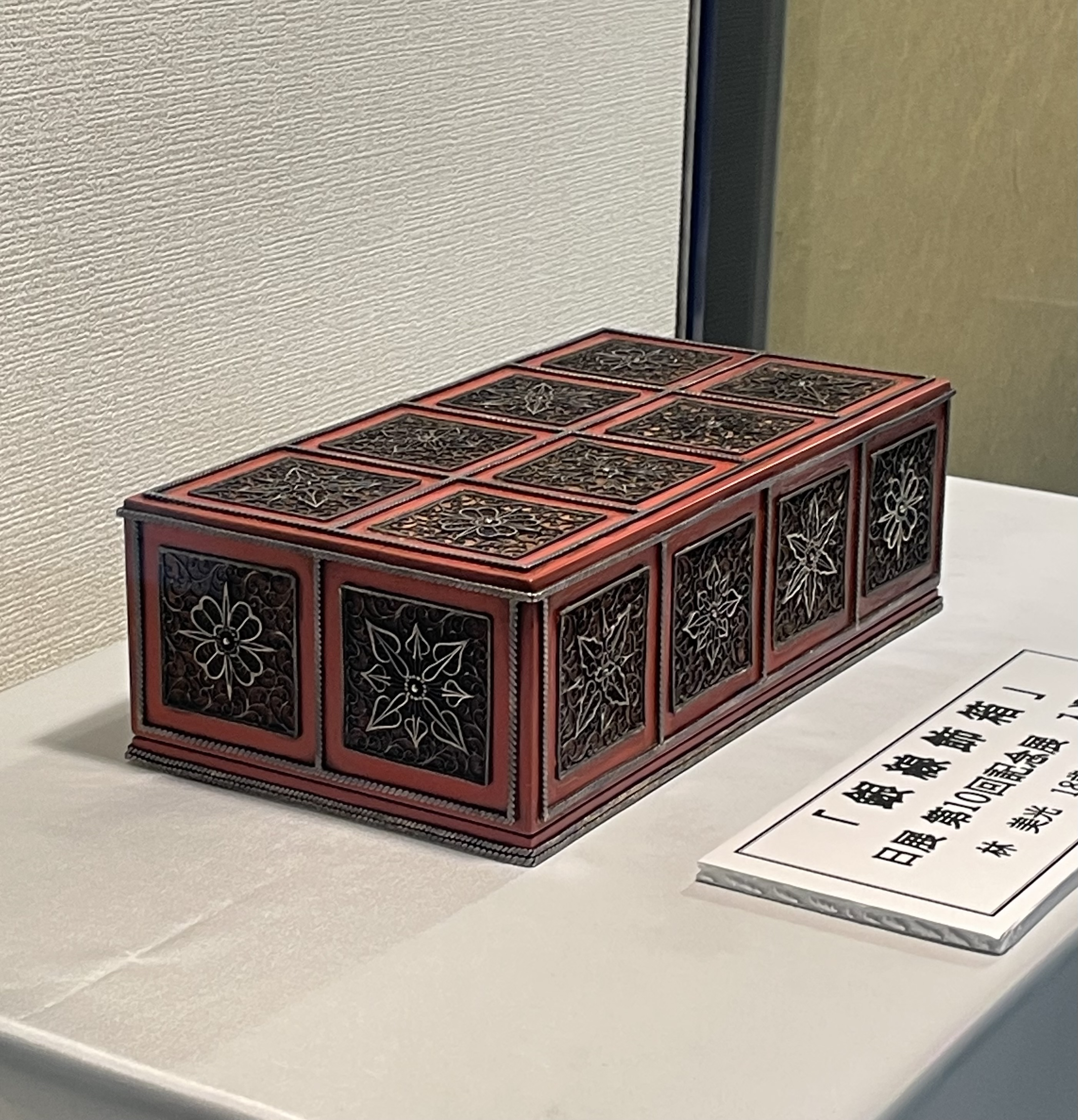
「銀線飾箱」　昭和29年 日展 第10回記念展 入選　林美光18歳

- 「銀線飾箱」　昭和29年 日展 第10回記念展 入選　林美光18歳1955年　18歳で日展初入選（以降、全16回入選）
- 1961年　日本現代工芸会会員
- 1965年　光風会会員
- 1969年　秋田県美術展委員（38年間）
- 1975年　日展会友
- 1976年　秋田工芸家協会会長（4年間）
- 1977年　秋田県芸術選奨受賞
- 1978年　光風会展審査員（13年間）
- 1979年　秋田県美術工芸協会を設立し、会長に就任　日本新工芸会会員
- 1981年　光風会評議員
- 1984年　銀座セントラル美術館70周年記念展に出品
- 1988年　米国サンフランシスコで個展開催　サンフランシスコ市長賞（特別賞）受賞
- 1990年　個展「時の共感」（東京池袋、西武アートフォーラム）開催、社団法人日本建築士連合会より「伝統的技能者」表彰
- 1991年　人間火山 林美光ステンレスアート展「時の共感」（秋田市アトリオン）
- 1992年　秋田市文化賞受賞、紺綬褒章受章
- 1993年　米国アトランタのジャパンフェスティバル’93に日本代表として出品、米国ワシントンD.C.にて個展開催
- 1994年　米国ニューヨーク　アートディレクターズクラブ、カストアイアンギャラリーにて個展開催　「林美光 印象展」（秋田市アトリオン）
- 1995年　「林美光 具象展」（秋田市アトリオン）
- 1997年　「林美光 行動展」（秋田市アトリオン）
- 1998年　秋田県美術展において委員30周年の表彰を受ける
- 1999年　「林美光 幻の黄金展」（秋田市アトリオン）
- 2001年　紺綬褒章受章（2回目）、「林美光 二十一世紀展」（秋田市アトリオン）
- 2002年　秋田県唯一の国宝、中仙町水神社「線刻千手観音等鏡像」を同町の依頼にてレリーフを作成

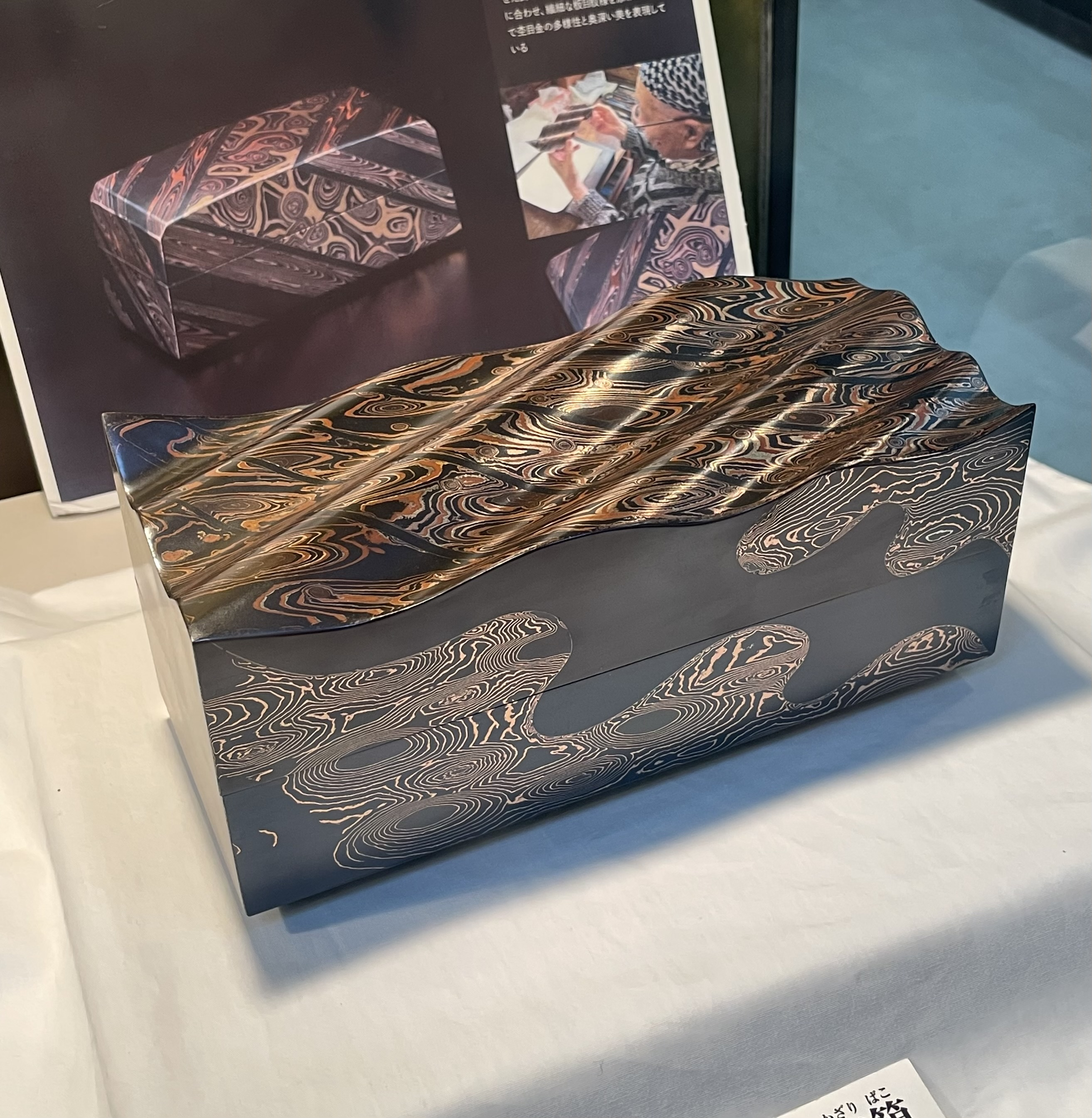
金銀銅杢目金 切嵌飾箱「海Ⅱ」

- 金銀銅杢目金 切嵌飾箱「海Ⅱ」2003年　「秋田藩佐竹家 金銀杢目金 林美光 幻の黄金展」（秋田市アトリオン）
- 2004年　岩城町（現 由利本庄市）亀田城佐藤八十八美術館に金銀銅杢目金作品群が収蔵、記念展として「金銀杢目金展 一期一会」開催、建都四百年記念「林美光 金銀杢目金展」、「林美光 幽玄の世界展」（秋田市アトリオン）
- 2005年　由利本庄市 体験学習施設 修身館オープン記念「林美光 炎の奇跡 金銀杢目金秀作展」開催、個展「浜辺の詩」（秋田市アトリオン）、日本伝統工芸展（日本工芸会）正会員、秋田県文化功労章受章
- 2006年　「林美光 光の宇宙展」（秋田市アトリオン）

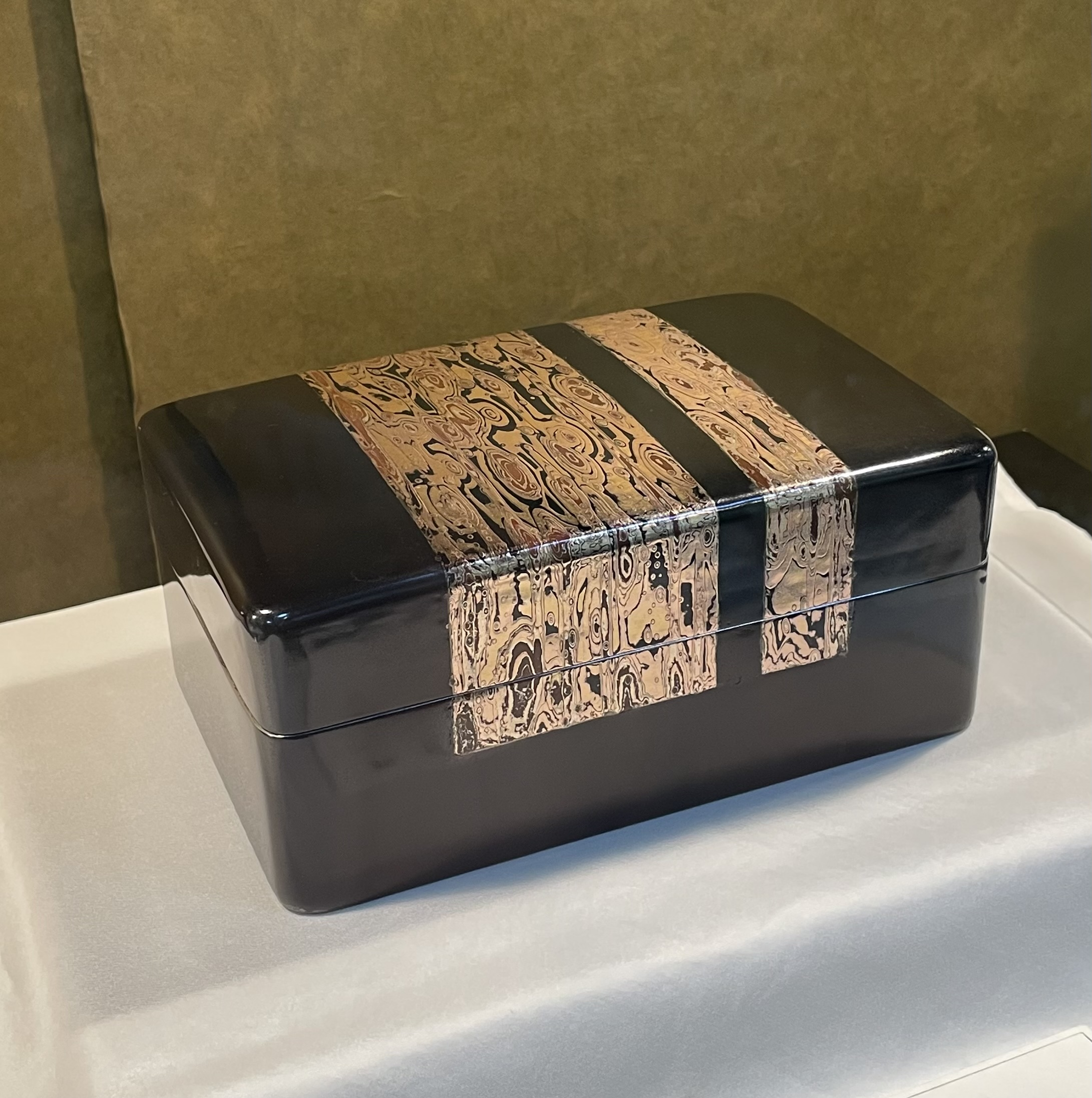
金銀銅杢目金 飾箱「衣（けさ）」

- 金銀銅杢目金 飾箱「衣（けさ）」2007年　「林美光 秋田黄金の国秘宝展 金銀銅杢目金」（秋田市アトリオン）、秋田県角館町「林美光美術館・金銀銅杢目金美術館」プレオープン
- 2008年　第36回伝統工芸日本金工展 日本工芸会賞受賞、「秋田黄金郷 金銀銅杢目金展」（秋田市アトリオン）、秋田県角館町「林美光美術館・金銀銅杢目金美術館・佐竹歴史文化博物館」開館
- 2009年　「秋田黄金郷 金銀銅杢目金展Ⅱ」「秋田黄金郷 金銀銅杢目金展Ⅲ」（秋田市アトリオン）

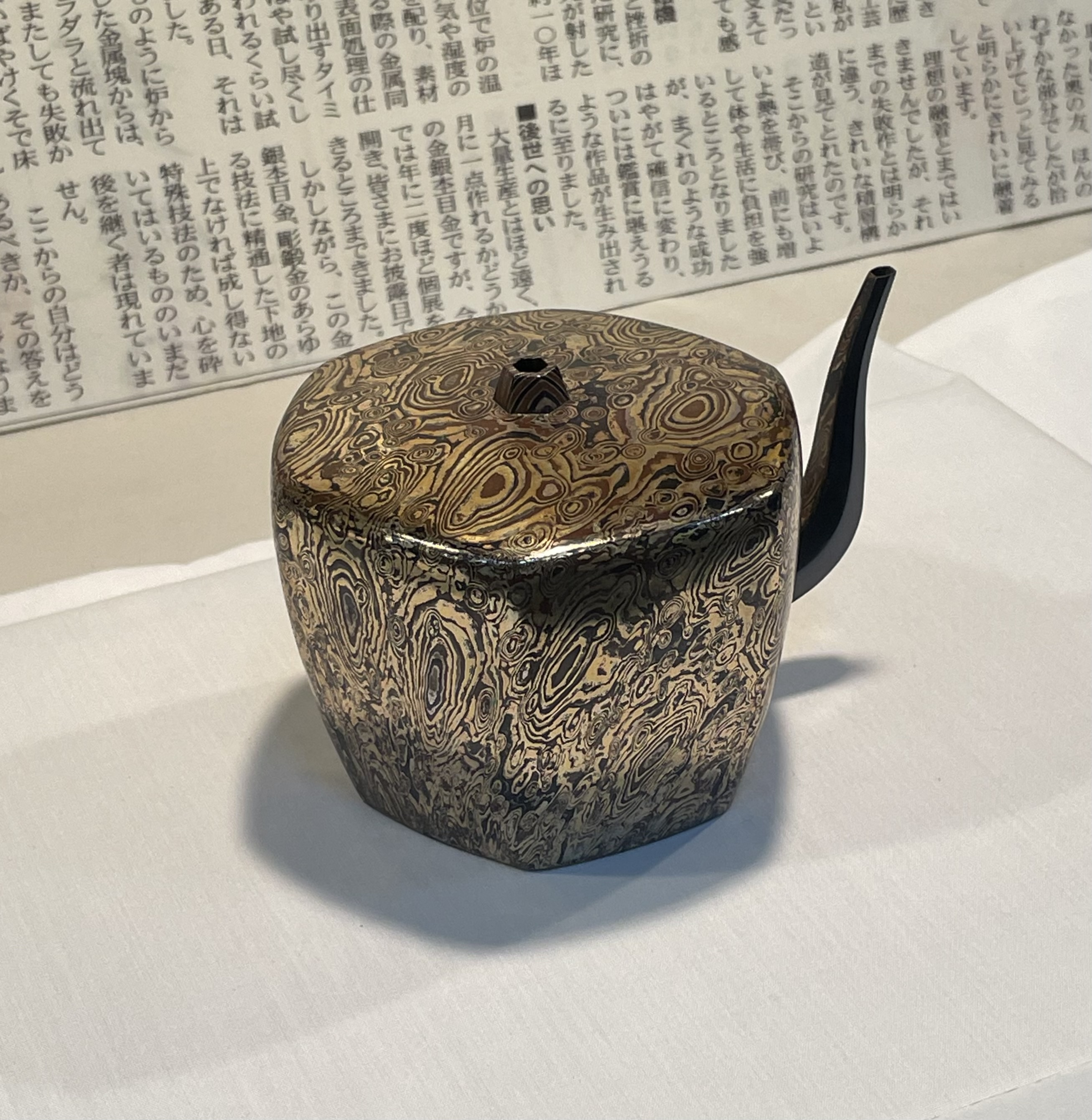
金銀銅杢目金「水滴」

- 金銀銅杢目金「水滴」2010年　秋田県美術工芸協会30周年、「秋田黄金郷 金銀銅杢目金展Ⅳ」「秋田黄金郷 金銀銅杢目金展Ⅴ」（秋田市アトリオン）
- 2011年　第40回伝統工芸日本金工展 東京都教育委員会賞受賞、「秋田黄金郷 金銀銅杢目金展Ⅵ」「秋田黄金郷 金銀銅杢目金展Ⅶ」（秋田市アトリオン）
- 2012年　第41回伝統工芸日本金工展 朝日新聞社賞受賞、地域文化功労者文部科学大臣表彰受賞
- 2015年　奈良東大寺に金銀銅杢目金 薫炉「華厳」奉納、寺宝として永久保存される
- 2018年　高野山総本山金剛峯寺に金銀銅杢目金 大薫炉「金剛峯」献納、寺宝として永久保存される　第58回東日本伝統工芸展 奨励賞
- 2022年　第4回三井ゴールデン匠賞 審査員特別賞受賞、「林美光 創作活動75周年記念展」（秋田市アトリオン）
- 2023年　秋田県指定無形文化財「杢目金」 保持者